# Phaethornis eurynome
Phaethornis eurynome е вид птица от семейство Колиброви (Trochilidae).

## Разпространение
Видът е разпространен в Аржентина, Бразилия и Парагвай.